# توم كينغ (لاعب كرة سلة)
توم كينغ (بالإنجليزية: Tom King)‏ (9 مارس 1924 بسينسيناتي في الولايات المتحدة - 12 نوفمبر 2015 بجزيرة إميليا في الولايات المتحدة) هو لاعب كرة سلة أمريكي في مركز الهجوم خلفي. لعب مع Michigan Wolverines men's basketball ‏.

## وصلات خارجية
- توم كينغ على موقع إن بي أي (الإنجليزية)
- توم كينغ على موقع سبورتس رفرنس (الإنجليزية)
- توم كينغ على موقع ريلجم (الإنجليزية)
- توم كينغ على موقع بروبوليرز (الإنجليزية)